# Црква Светог Архангела Михаила у Пољској Ржани
Црква Светог Архангела Михаила налази се у селу Пољска Ржана, недалеко од Пирота. Подигнута је у првој деценији 21. века и припада Изворској парохији Архијерејског намесништва пиротског.

## Историја
Почетком 21. века Пољска Ржана била је једно од многољуднијих села у пиротском крају, премда су је многи због положаја и близине града већ у то време сматрали приградским насељем. Будући да још увек није имала своју цркву, њени мештани су за верске потребе користили градске и храмове у околним селима. Док село сада улази у састав Изворске парохије, у прошлости је, током 19. века, припадало и Трњанској и Крупачкој парохији, те су његови становници током безмало два столећа били упућени на црквене објекте у Крупцу, Извору или Градашници. Удаљеност тих локација и развијеност самог села на почетку новог миленијума, тадашњи парохијски свештеник Небојша Вујић наводи као основне мотиве који су код њега генерисали идеју о градњи новог храма у Пољској Ржани.
Управо у то доба уследио је нагли развој градитељске делатности на подизању и обнови цркава и манастира пиротског краја. Након обнове цркве Свете Петке у Градашници и храма Свете Тројице у Извору, вођство Изворске парохије изнело је замисао о подизању нове цркве у Пољској Ржани, која би уједно представљала први храм подигнут из темеља у пиротској општини након Другог светског рата.
Иако је иницијална идеја градских руководиоца и привредника подразумевала изградњу скромније, монтажне цркве – брвнаре, убрзо се од те замисли одустало и прихваћен је концепт градње од чврстог материјала. Пројекат је добио благослов и тадашњег Епископа нишког, потоњег Патријарха српског Иринеја, а већ октобра 2006. године приређена је церемонија освећења темеља храма. Радови су текли прилично брзо и већ три месеца касније црква је била завршена. Фасада храма урађена је у византијској боји, црвено-жуто, док је иконостас цркве осликао пиротски фрескописац Бојан Васић.
Новоизграђени храм Светог Архангела Михаила освештан је 4. маја 2008. године. Свету архијерејску литургију служио је Епископ нишки Иринеј са свештенством из Пирота. Том приликом, Епископ нишки Иринеј уручио је одликовање Светог цара Константина председнику општине Пирот Владану Васићу, директору Фонда за грађевинско земљиште у Пироту Момчилу Антићу, директору ЈП „Водовод и канализација” Зорану Николићу и предузетнику Срђану Минићу за изузетно залагање при изградњи храма и за поштовање православне вере.
Нови звоник освећен је и пуштен у функцију у јесен 2015, премда је остатак радова на њему постепено привођен крају до 2019. године. Главни донатор изградње звоника и ливења звона био је др Светозар Петровић – Зора Чоролеја, доктор ветеринарских наука и хуманиста пореклом из Пољске Ржане.